# 苦槛蓝
苦槛蓝（学名：Myoporum bontioides），又叫苦藍盤，为苦槛蓝科苦槛蓝属下的一个种。常绿灌木，茎有分枝，无毛，棕色。 分布于广东、福建、台湾、浙江、日本等国家。生在海边潮界线上。它的根部供药物使用。

## 扩展阅读
- 維基物種上的相關：苦槛蓝